# Maine Road
Maine Road từng là một sân bóng đá ở Moss Side, Manchester, Anh Quốc - đây từng là sân nhà của Câu lạc bộ bóng đá Manchester City từ lúc bắt đầu khởi công năm 1923 tới năm 2003. Nơi đây đã từng tổ chức các trận bán kết Cúp FA, Siêu cúp nước Anh, một trận chung kết Cúp Liên đoàn bóng đá Anh và các trận đấu bóng khác ở Anh. Khi mới hoàn thành, sân có sức chứa khoảng 35.150 chỗ ngồi, sau đó được nâng cấp lên tới 84.569 chỗ ngồi, do vậy sân vận động này còn có biệt danh là Sân Wembley của phía Bắc.
Trong lịch sử hơn 80 năm tồn tại, Sân vận động Maine Road đã được trùng tu nhiều lần, vì vậy mà các khán đài của nó được thiết kế với các độ cao rất khác nhau. Mùa bóng 2002–03 là mùa bóng cuối cùng câu lạc bộ Manchester City thi đấu ở Maine Road, trận đấu cuối dùng diễn ra vào ngày 11 tháng 5 năm 2003. Mùa giải sau, câu lạc bộ Manchester City chuyển tới Sân vận động Thành phố Manchester (còn được biết đến với tên sân vận động Etihad) ở phía Đông thành phố Manchester, cách trung tâm thành phố Manchester khoảng một dặm và gần Ardwick - nơi câu lạc bộ được thành lập năm 1880.

## Lịch sử
Sân vận động được dùng chung với Manchester United sau Chiến tranh thế giới thứ hai do sân Old Trafford của Manchester United bị tàn phá trong Manchester Blitz. Manchester United đã trả cho Manchester City £5,000 mỗi mùa giải, cộng thêm một phần tiền bán vé. Kỷ lục số lượng cổ động viên đông nhất đến sân Maine Road để theo dõi một trận đấu là 83.260 người trong trận Manchester United đấu với Arsenal vào ngày 17 tháng 1 năm 1948. Đây là kỷ lục quốc gia cho một trận đấu bóng đá hồi đó. Sân Maine Road cũng được Câu lạc bộ Manchester United chọn làm sân nhà 3 lần trong tổng số 4 trận sân nhà của họ trong mùa giải 1956–57 European Cup.